# Il teorema di Margherita
Il teorema di Margherita (Le Théorème de Marguerite) è un film del 2023 diretto da Anna Novion.

## Trama
Margherita, una studentessa di matematica dell'École normale supérieure di Parigi, decide di cambiare completamente vita dopo che un errore scoperto all'ultimo momento dal suo relatore ne invalida la tesi di dottorato sulla congettura di Goldbach.

## Distribuzione
Il film è stato presentato in anteprima il 22 maggio 2023 al 76º Festival di Cannes, tra le "proiezioni speciali". È stato distribuito nelle sale cinematografiche francesi da Pyramide Distribution a partire dal 1º novembre 2023, mentre in quelle italiane da Wanted Cinema a partire dal 28 marzo 2024.

## Produzione
Per fare in modo che il lavoro matematico mostrato sullo schermo fosse plausibile, Anna Novion ha lavorato con la matematica francese Ariane Mézard, la quale ha realizzato tutte le equazioni scritte dai personaggi nel film così che potessero apparire autentiche. Tra l'altro, a detta del sito AlloCiné, questo lavoro ha portato Mézard a fare reali progressi sulla congettura di Goldbach che nel film è lo scopo del lavoro di Margherita.

## Riconoscimenti
- 2023 – Festival di Cannes[5]
  - Menzione speciale al Prix CST de l'Artiste-Technicien ad Anne-Sophie Delseries
- 2023 – Premio del cinema svizzero
  - Migliore attrice a Ella Rumpf
- 2024 – Premio César[6][7]
  - Migliore promessa femminile a Ella Rumpf
  - Candidatura per la migliore promessa maschile a Julien Frison
- 2024 – Premio Lumière[8]
  - Migliore promessa femminile a Ella Rumpf